# Elevator Action Returns
Elevator Action Returns (エレベーターアクション リターンズ, Erebētā Akushon Ritānzu) est un jeu vidéo d'action développé et édité par Taito Corporation, sorti en 1994 en arcade, puis porté sur Saturn.